# 2기 돌씨앗배 프로시니어기전
2기 돌씨앗배 프로시니어기전은 TV 속기전이 참가한 만 45세 이상 중견기사 만을 대상으로 대결한 국내 바둑 TV 속기전이다. 결승에서는 서봉수 九단이 생전 (故)임창식 八단을 2대 0로 완봉 우승하며 2연패와 통산 2회 우승을 차지했다. 우승상금은 1,200 만원이다. 

## 대국 결과
| 대진                | 연도   | 대국일자  | 승자        | 패자            | 결과              | 기보 |
| ------------------- | ------ | --------- | ----------- | --------------- | ----------------- | ---- |
| 본선 1회전 (24강전) | 2001년 | 12월 21일 | 임순택 四단 | 정수현 九단     | 281수 백 13집반승 |      |
| 본선 1회전 (24강전) | 2001년 | 12월 24일 | 노영하 八단 | 김동면 七단     | 203수 흑 불계승   |      |
| 본선 1회전 (24강전) | 2001년 | 12월 24일 | 이홍열 七단 | (故)전영선 七단 | 273수 백 6집반승  |      |
| 본선 1회전 (24강전) | 2002년 | 1월 15일  | 김준영 三단 | (故)김수영 七단 | 184수 백 불계승   |      |
| 본선 1회전 (24강전) | 2002년 | 1월 15일  | 차수권 四단 | 김종준 四단     | 193수 흑 불계승   |      |
| 본선 1회전 (24강전) | 2002년 |           |             |                 |                   |      |
| 결승 1국            | 2002년 | 5월 28일  | 서봉수 九단 | (故)임창식 七단 | 192수 백 불계승   |      |
| 결승 2국            | 2002년 | 6월 3일   | 서봉수 九단 | (故)임창식 七단 | 149수 흑 불계승   |      |
| 결승 3국            | 2002년 | 월 일     |             |                 |                   |      |